# Antonio Franco (arcebispo)
Antonio Franco (nascido em 24 de março de 1937 em Puglianello) é um prelado católico romano italiano e diplomata do Vaticano.

## Carreira
Franco foi ordenado sacerdote da Diocese de Telese o Cerreto Sannita em 10 de julho de 1960. Para se preparar para a carreira diplomática, ingressou na Pontifícia Academia Eclesiástica em 1968.
Ingressou no serviço diplomático do Vaticano em 1972 e ocupou vários cargos em missões diplomáticas da Santa Sé na Bolívia, Irã, França, na Missão Permanente da Santa Sé junto das Nações Unidas em Nova Iorque e, a partir de 1988, na Seção para as Relações com os Estados da Secretaria de Estado.
Foi nomeado arcebispo titular de Gallesium e Núncio Apostólico na Ucrânia em 28 de março de 1992. Recebeu sua consagração episcopal do Papa João Paulo II em 26 de abril seguinte, na Basílica de São Pedro; os co-consagradores foram os cardeais Franciszek Macharski e Angelo Sodano. Além de servir como primeiro núncio na Ucrânia, de 14 de agosto de 1993 a 7 de outubro de 1997, Franco também serviu como chefe da nova Administração Apostólica de Zakarpattia de Latini (mais tarde Diocese de Mukacheve).
Em 6 de abril de 1999, foi nomeado Núncio Apostólico nas Filipinas, sucedendo o arcebispo Gian Vincenzo Moreni. Como núncio, visitou todas as dioceses filipinas, exceto Naval e Talibon. Em 2003, foi à prelazia de Isabela, no sul da ilha de Basilan, depois que o grupo Abu Sayyaf sequestrou estrangeiros e moradores locais e ameaçou decapitar o bispo local. Foi sucedido pelo arcebispo Fernando Filoni.
Em 21 de janeiro de 2006, o Papa Bento XVI o nomeou Núncio Apostólico em Israel e Chipre, bem como Delegado Apostólico em Jerusalém e Palestina. Diante dos conflitos, em 2006, intercedeu perante o grupo extremista palestino Hamas para obter a libertação de um dos soldados israelenses sequestrados em Gaza, Gilad Shalit, mas não obteve resposta. Em abril de 2007, Monsenhor Franco ameaçou boicotar uma cerimônia em memória do Holocausto no Yad Vashem devido à maneira como o museu descreveu o comportamento do Papa Pio XII em relação aos judeus durante a Segunda Guerra Mundial. O núncio cedeu, dizendo que só queria chamar a atenção para a questão e chamando a disputa de "apenas diplomacia". A placa do museu descrevendo as atividades de Pio XII foi posteriormente modificada.
Em novembro de 2008, as autoridades israelenses impediram ao Núncio Apostólico entrar na Faixa de Gaza onde deveria celebrar uma missa na paróquia da Sagrada Família; Franco estava acompanhado por dois sacerdotes do Patriarcado Latino de Jerusalém. No final de 2008, o núncio falou da violência na região, considerando que “estes ataques colocam novamente em questão tudo o que estava a ser negociado”. Franco também ajudou a administrar a visita do Papa Bento à Terra Santa; antes disso, em janeiro de 2009, ele tinha visitado a Faixa de Gaza para entregar pessoalmente uma doação do papa à comunidade católica da região e expressar a proximidade espiritual do Pontífice. Após a visita papal, em maio de 2009, ele afirmou que “sentimos o coração do Papa próximo da realidade da Terra Santa, e para todos os cristãos foi uma experiência maravilhosa”. Além disso, ao longo de seu mandato, promoveu discussões entre as comunidades religiosas e a Santa Sé e os governos das regiões. O presidente da Palestina, Mahmoud Abbas elogiou o papel importante do Arcebispo no desenvolvimento dos laços de amizade entre o povo palestino e o Vaticano.
Monsenhor Franco retirou-se do serviço diplomático em agosto de 2012, sendo sucedido por Giuseppe Lazzarotto, mas continuou responsável pelo dossiê das negociações entre a Santa Sé e Israel sobre questões fiscais, impostos e terras da Igreja em Israel.
Em 22 de fevereiro de 2013, ele sucedeu ao Arcebispo Giuseppe De Andrea, como Assessor da Ordem do Santo Sepulcro, nomeado pelo cardeal grão-mestre Edwin Frederick O'Brien. Desde 21 de dezembro de 2012, por Motu proprio do grão-mestre, era Comandante com Distintivo da Ordem. Em 24 de outubro de 2017, Monsenhor Franco recebeu do Cardeal Grão-Mestre a condecoração de Cavaleiro da Grande Cruz e a Palma de Ouro de Jerusalém, bem como o decreto que o torna um assessor honorário da Ordem.
Até 2017, Franco continuou a servir como membro da delegação da Santa Sé na Comissão Bilateral Permanente de Trabalho entre a Santa Sé e o Estado de Israel.